# Sterculia villosa
Sterculia villosa är en malvaväxtart som beskrevs av William Roxburgh. Sterculia villosa ingår i släktet Sterculia och familjen malvaväxter. Inga underarter finns listade i Catalogue of Life.

## Bildgalleri

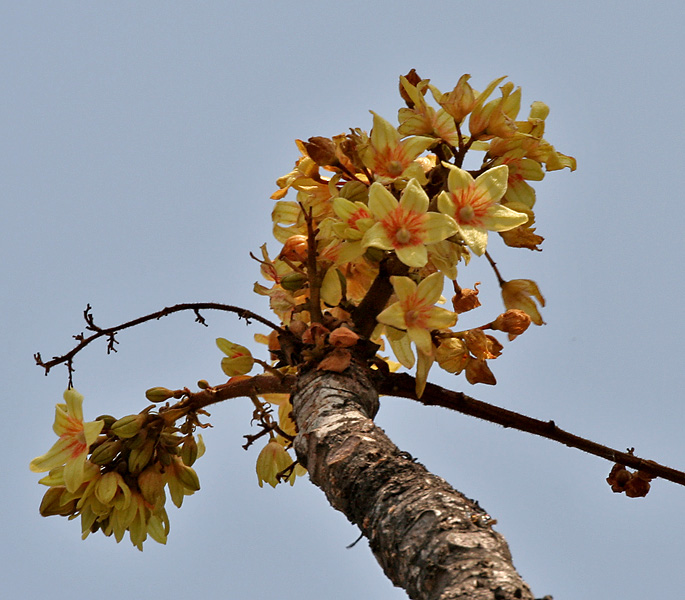